# ستفتش ألوشفسكي
ستفتش ألوشفسكي (بالإنجليزية: Stevče Aluševski)‏ مواليد 1 أكتوبر 1972 في سيدني، هو لاعب كرة يد مقدوني معتزل لعب كجناح أيسر. مثل منتخب مقدونيا لكرة اليد في 245 مباراة. شارك في بطولة أوروبا لكرة اليد للرجال 2012. فاز بالدوري المقدوني لكرة اليد 13 مرة.